# Dolopsidea maes
Dolopsidea maes är en stekelart som först beskrevs av Sergey A. Belokobylskij 1982.  Dolopsidea maes ingår i släktet Dolopsidea och familjen bracksteklar. Inga underarter finns listade i Catalogue of Life.